# Annona ionophylla
Annona ionophylla är en kirimojaväxtart som beskrevs av José Jéronimo Triana och Jules Émile Planchon. Annona ionophylla ingår i släktet annonor, och familjen kirimojaväxter. Inga underarter finns listade i Catalogue of Life.